# 贝鲁特国家福音派教堂
贝鲁特国家福音派教堂（National Evangelical Church of Beirut，NEC）是一座更正教教堂，黎巴嫩国家福音派联盟（NEUL）成员，位于黎巴嫩首都贝鲁特。
贝鲁特国家福音派教堂是黎巴嫩国家福音派联盟的9个教堂的总部和行政中心，也是9个教堂中最古老、规模最大的一座。

## 历史
该堂由美国公理会和长老会传教士创建于1848年。1870年，建造了第一座福音派教堂，以容纳讲阿拉伯语和英语的信徒。在接下来的一百年里，教堂是这两个堂会所有活动和庆典的中心。
在黎巴嫩内战期间（1975年至1990年），该堂被完全摧毁， 只有钟楼幸存下来，其会众也因此分散。
1998年，贝鲁特国家福音派教堂在贝鲁特中央区的心脏重建起来，由哈比卜·巴德尔牧师主持的敬拜活动，以及众多的社交文化和教育活动，重新集结起信徒。
2020年8月4日，该堂在2020年贝鲁特爆炸事故中受到严重破坏, 所有花窗玻璃均被炸毁。